# Магаринское сельское поселение
Мага́ринское се́льское поселе́ние (чув. Тури Макарин ял тӑрӑхӗ) — упразднённое в 2021 году муниципальное образование в составе Шумерлинского района Чувашской Республики.
Административный центр — деревня Верхний Магарин.
Глава сельского поселения — Егорова Людмила Даниловна.

## География
Магаринское сельское поселение расположено на северо-западе Шумерлинского района, у границы с Красночетайским районом. Граничит с Нижнекумашкинским сельским поселением.
Практически вся территория поселения покрыта лесами, в основном смешанными, а также хвойными. Протекает река Кумажана.
По территории посёлка Саланчик проходит автотрасса P231 «Сура».
Всего 415 личных подсобных хозяйств и проживает 780 человек.

## История
Законом Чувашской Республики от 14.05.2021 № 31 к 24 мая 2021 году упразднено в связи с преобразованием Шумерлинского района в муниципальный округ.

## Административное деление
- деревня Верхний Магарин;
- посёлок Саланчик;
- деревня Петропавловск;
- деревня Егоркино;
- деревня Нижний Магарин;
- поселок Комар;
- посёлок Полярная Звезда;
- посёлок Триер;
- посёлок Автобус;
- посёлок Покровское;

## Население
| Название НП     | Тип НП  | Население 2010 год, чел. |
| --------------- | ------- | ------------------------ |
| Верхний Магарин | Деревня | 37                       |
| Саланчик        | Посёлок | 493                      |
| Нижний Магарин  | Деревня | 29                       |
| Петропавловск   | Деревня | 82                       |
| Егоркино        | Деревня | 36                       |
| Комар           | Посёлок | 33                       |
| Полярная Звезда | Посёлок | 31                       |
| Триер           | Посёлок | 18                       |
| Автобус         | Посёлок | 9                        |
| Покровское      | Посёлок | 12                       |

## Экономика
На территории поселения расположены:
- СХПК «Дружба»
- Отделение связи
- Филиал отделения Шумерлинского сбербанка России
- Саланчикское участковое лесничество ГУ «Шумерлинское лесничество»

## Социальная сфера
- Саланчикское отделение МБОУ «Шумерлинская СОШ»
- РГОУ «Саланчикская специальная (коррекционная) школа-интернат»
- Саланчикский ФАП
- Саланчикский СДК
- Саланчикская ДМШ им. В. А. Павлова
- Саланчикская поселенческая модельная библиотека
- АТС
- Магаринский Дом фольклора
- Магаринский ФАП
- 3 магазина Шумерлинского РТП Аликовского райпо
- Кафе